# جون تي بلير
جون تي بلير (بالإنجليزية: John T. Blair)‏ هو مهندس معماري أمريكي، ولد في 1885، وتوفي في 1976.